# Boycot (band)
Boycot was van 1995 tot 2000 een Nederlandse anarcho-crust punk-band uit Alkmaar.

## Geschiedenis
De band werd opgericht in 1995. Een jaar later brachten zij hun debuut EP Only Stupid Bastards help Epitaph uit, waarmee de band aandacht trok.
De uitgave van deze EP ging gepaard met een briefkaarten actie tegen Epitaph Records tegen de uitverkoop van punk. De band speelde in Europa en de Verenigde Staten. In 2000 stopt de band, hoewel zij sindsdien nog wel onregelmatig op het podium staan.

## Bezetting
- Jeroen Maas - bas
- Pim Bakker - zang (ex C.K.N.)
- Lennaert Roomer - gitaar
- Billy Kuiper - zang
- Taco Rietveld - drums[2]

## Discografie
- Jobbykrust / Boycot - Jobbykrust / Boycot (Tape) Insane Society Records 1996
- Only Stupid Bastards Help Epitaph (7", EP) Axiome Production 1995
- Boycot / Insane Youth  1997
- Argue Damnation / Boycot - Split EP F.F.T. Label 1997
- Boycot / Distress (2) - Separation From Society / Untitled (10") Ignition Records, Sonic Rendezvous 1997
- Boycot / Betercore - (7", EP) Wasted Youth Power Records 1998
- Boycot / Yuppiecrusher - Split (7", EP) Sacro K-Baalismo, Libertad O Muerte 1999
- Boycot / Tuco Ramirez - Boycot / Tuco Ramirez (7", EP) Trująca Fala 1999
- Boycot / Fleas And Lice - Here We Go Again! (7", EP) Deadlock Records 2000
- Total Boycot 1995 - 2000 (CD) Angry Records 2004[3]